# Vicki Pincombe
Vicki Pincombe es una deportista británica que compitió en duatlón. Ganó una medalla de bronce en el Campeonato Mundial de Duatlón de 2003 y una medalla de plata en el Campeonato Europeo de Duatlón de 2002.

## Palmarés internacional
| Campeonato Mundial | Campeonato Mundial | Campeonato Mundial | Campeonato Mundial |
| Año                | Lugar              | Medalla            | Prueba             |
| ------------------ | ------------------ | ------------------ | ------------------ |
| 2003               | Affoltern (Suiza)  | Medalla de bronce  | Individual         |
| Campeonato Europeo |                    |                    |                    |
| Año                | Lugar              | Medalla            | Prueba             |
| 2002               | Zeitz (Alemania)   | Medalla de plata   | Individual         |